# Anoplodesmus affinis
Anoplodesmus affinis är en mångfotingart som först beskrevs av Sergei I. Golovatch 1990.  Anoplodesmus affinis ingår i släktet Anoplodesmus och familjen orangeridubbelfotingar. Inga underarter finns listade i Catalogue of Life.